# بقية برازيلية
بقية برازيلية أو  زهرة البق البرازيلية (الاسم العلمي:Coreopsis brasiliensis) هو نوع نباتي يتبع جنس البقية من فصيلة النجمية.